# Lingue songhay
Le lingue songhai o songhay (endonimo soŋay o sonrhai) sono un gruppo (o una lingua con differenti dialetti), appartenenti alla famiglia linguistica nilo-sahariana, parlate da 3 milioni di persone in diversi paesi dell'Africa occidentale, in particolare sono parlate da un quarto della popolazione del Niger, dal 17% della popolazione del Mali e dal 4% della popolazione del Bénin.
Il songhaï ha conosciuto il suo apogeo nel Medioevo, più particolarmente al momento dell'espansione dell'Impero Songhai, quando è diventata la lingua amministrativa e la lingua veicolare dei commercianti.

## Ripartizione geografica
Le songhaï sono parlate lungo il corso del fiume Niger, ad ovest nel delta interiore nel Mali, al Nord del Burkina Faso (Falagountou), nella parte occidentale del Niger, nel nord-ovest della Nigeria e nel nord del Benin, in una zona isolata attorno ai monti Hombori a sud di Timbuctù, ed ancora, più a est nella regione di Agadez ad ovest del massiccio dell'Aïr e nell'oasi d'Ingall. Infine, più a Nord nelle oasi de Tabelbala (in Algeria), viene parlata una lingua che è songhaï nella struttura ma, in gran parte è arabo e berbero nel suo lessico.

## Classificazione
Le lingue songhaï sono classificate nella famiglia linguistica delle lingue nilo-sahariane. Ma il rapporto delle songhaï con le altre lingue della famiglia è contestato da alcuni studiosi che preferiscono attribuirle al gruppo delle Lingue mande (appartenenti alla famiglia delle Lingue niger-kordofaniane) con le quali condividono forti similarità.

### Dialetti
Secondo il linguista Robert Nicolaï, le songhaï si possono raggruppare in due grandi gruppi distinti di dialetti: songhaï méridionale e songhaï settentrionale. Tra i due gruppi non c'è intercomprensione reciproca. Come già detto, per altri linguisti si tratterebbe di lingue vere e proprie e non di dialetti. Nelle descrizione che seguono, in cui si userà sempre il termine dialetto, vengono però indicati anche i codici linguistici internazionali [tra parentesi quadre], utilizzati da chi li considera lingue. I dati riportati sono quelli desunti da ethnologue.com che appartiene a questa seconda scuola di pensiero.

#### Songhaï méridionale
Il principale dialetto songhaï meridionale è il sonrhaï, parlato principalmente lungo la valle del Niger, tra Djenné e Labzenga (in Mali), vi è poi lo zarma parlato più a valle e nel nord-ovest della Nigeria. Il dendi parlato nel Nord del Bénin ed anche in diversi villaggi del Burkina Faso e del Ghana.
I tre principali dialetti, nel Mali, costituenti il songhaï propriamente detto o sonrhaï sono:
- Hombori senni' o Humburi senni [hmb] parlato da circa 25.000 persone in Mali, lungo la valle del Niger nelle regioni di Gao e di Mopti e nel Circondario di Gourma-Rharous ed in alcune zone del Burkina Faso[1]
- Koyraboro senni [ses] parlato in Mali, lungo la valle del Niger nella regione di Timbuctù da 430.000 persone (nel 2007)[2]
- Koyra Chiini [khq] parlato in Mali, lungo la valle del Niger (entrambe le sponde) e nella regione di Timbuctù da 200.000 persone (nel 1999)[3]

Altri dialetti:
- Tondi Songway Kiini [tst] parlato da circa 3.000 persone in Mali, nella regione di Mopti[4]
- Djerma o Zarma [dje] parlato da 2.350.000 persone in Niger[5], dove è una delle lingue nazionali.
- Dendi o Dandawa [ddn] parlato da più di 30.000 persone in Benin (1995)[6]

#### Songhaï settentrionale
Il songhaï settentrionale viene parlato da popolazioni sédentarie dell'Ingall e dell'Aïr, e, e da popolazioni nomadi ad Abala ed Abalac in Niger, e nel Mali a Ménaka.
I due dialetti che costituiscono il gruppo sono:
- Tasawaq [twq] parlato da 8000 persone (1998) in Niger vicino ad Agadez[7]
- Tadaksahak [dsq] parlato da 100.000 persone (nel 2007) in Mali nella regione di Gao attorno alla città di Ménaka[8]

Vi è poi ancora un dialetto che alcuni inseriscono nel gruppo settentrionale (più che altro per collocazione geografica), mentre altri, tra cui ethnologue, preferiscono collocarlo al di fuori dei due raggruppamenti, come un dialetto a sé stante, essendo songhaï nella struttura ma arabo e berbero nel lessico.
- Korandjé [kcy] parlato da 3000 persone (nel 2010)nelle oasi di Tabelbala in Algeria, nei 3 villaggi di Kwara (Zaouia), Ifrnyu (Cheraia) e Yami (Mahkhlouf).

## Albero della lingua
Riassumendo la struttura dei vari dialetti che formano la lingua (o delle lingue) all'interno della famiglia Nilo-Sahariana è la seguente
- Songhai 
  - Korandje [kcy] (Algeria)
  - Settentrionali
    - Tadaksahak [dsq] (Mali)
    - Tasawaq [twq] (Niger)

  - Meridionali
    - Dendi [ddn] (Benin)
    - Songhay, Humburi Senni [hmb] (Mali)
    - Songhay, Koyra Chiini [khq] (Mali)
    - Songhay, Koyraboro Senni [ses] (Mali)
    - Tondi Songway Kiini [tst] (Mali)
    - Zarma [dje] (Niger)

## Esempi
Il Songhaï si pronuncia come si scrive, o piuttosto si scrive come si pronuncia. Questo include degli allungamenti vocalici ottenuti con lettere doppie. L'unica eccezione si ha per i plurali che possono terminare in ey o ay ma si prononciano sempre  ey. 
| ta                  | Traduction                                    |
| ------------------- | --------------------------------------------- |
| terra               | laabou                                        |
| suolo/sabbia        | laabo                                         |
| cielo               | beena                                         |
| in alto             | beené                                         |
| acqua               | hari                                          |
| fiume               | issa                                          |
| fuoco               | nouna o danji                                 |
| villaggio           | koara o koyra ou kawiyé                       |
| uomo                | aru o aruboro                                 |
| donna               | woy o woyboro o waybora                       |
| madre               | ɲaa o gna                                     |
| padre               | baba                                          |
| nonno               | kayi o kaga                                   |
| mangiare            | ŋaa ngwa                                      |
| bere                | haŋ                                           |
| grande              | beeri o béro                                  |
| piccolo             | kacca (Gao) o kayna (essere piccolo) o katcha |
| notte               | cijib o ccini o tchidjin                      |
| viene               | kaa                                           |
| andarsene           | koye                                          |
| giorno              | han o zaari                                   |
| mercato e settimana | habou / hebu(Gao) o hebo                      |